# Midvinterblot (målning)
Midvinterblot är en nationalromantisk oljemålning av Carl Larsson. Motivet Midvinterblot är hämtat från den fornnordiska texten Ynglingatal som beskriver hur svearnas kung Domalde låter sig offras i Uppsala tempel efter år av missväxt. Konstnären hade avsett att tavlan skulle sättas upp i den övre trapphallen på Nationalmuseum i Stockholm. Av olika anledningar blev tavlan slutligen refuserad 1916. Sedan 1998 hänger tavlan dock där den var tänkt från början.

## Historik

### Pristävlan

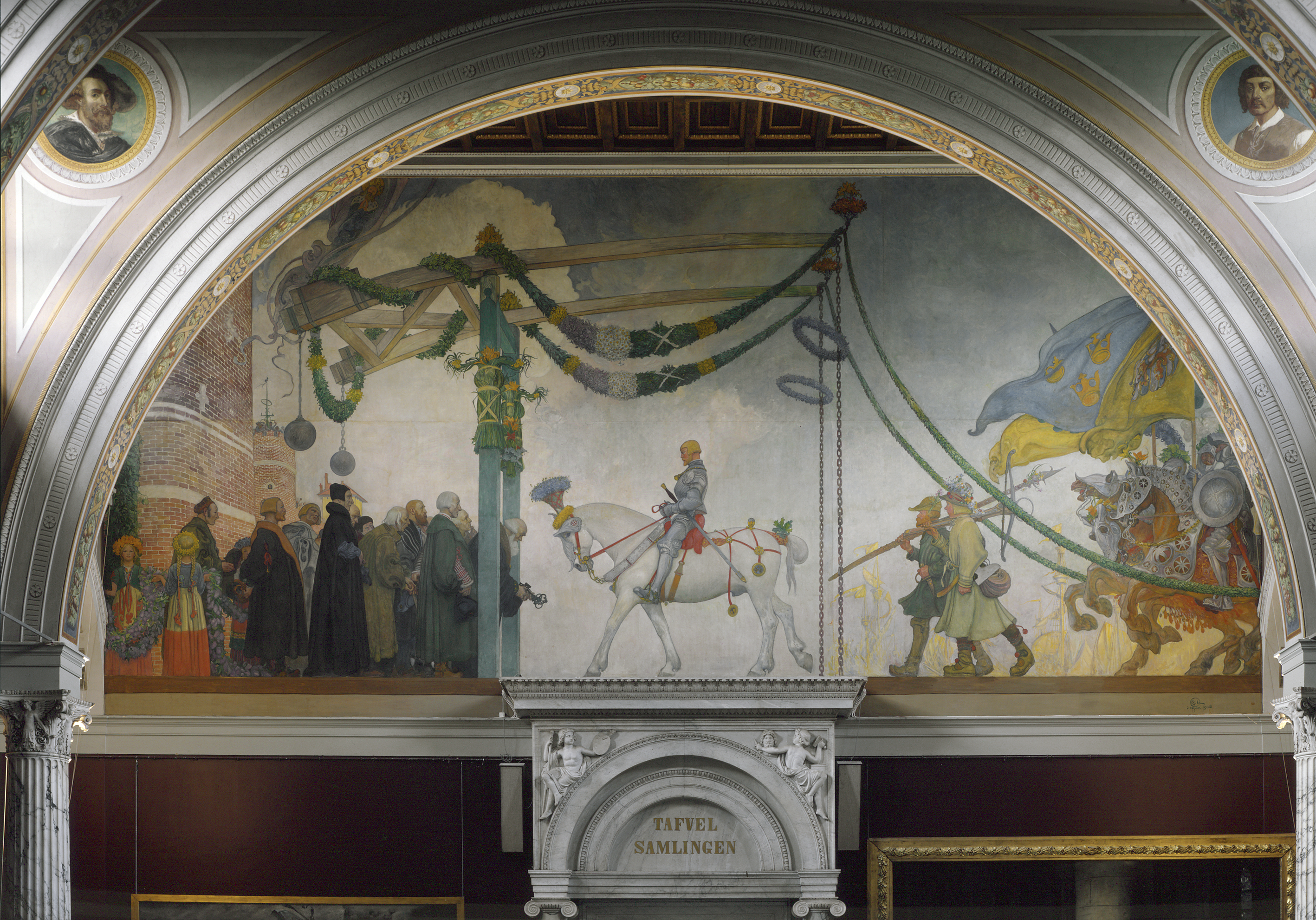
Målningen Gustav Vasas intåg i Stockholm, som Midvinterblot skulle komplettera.

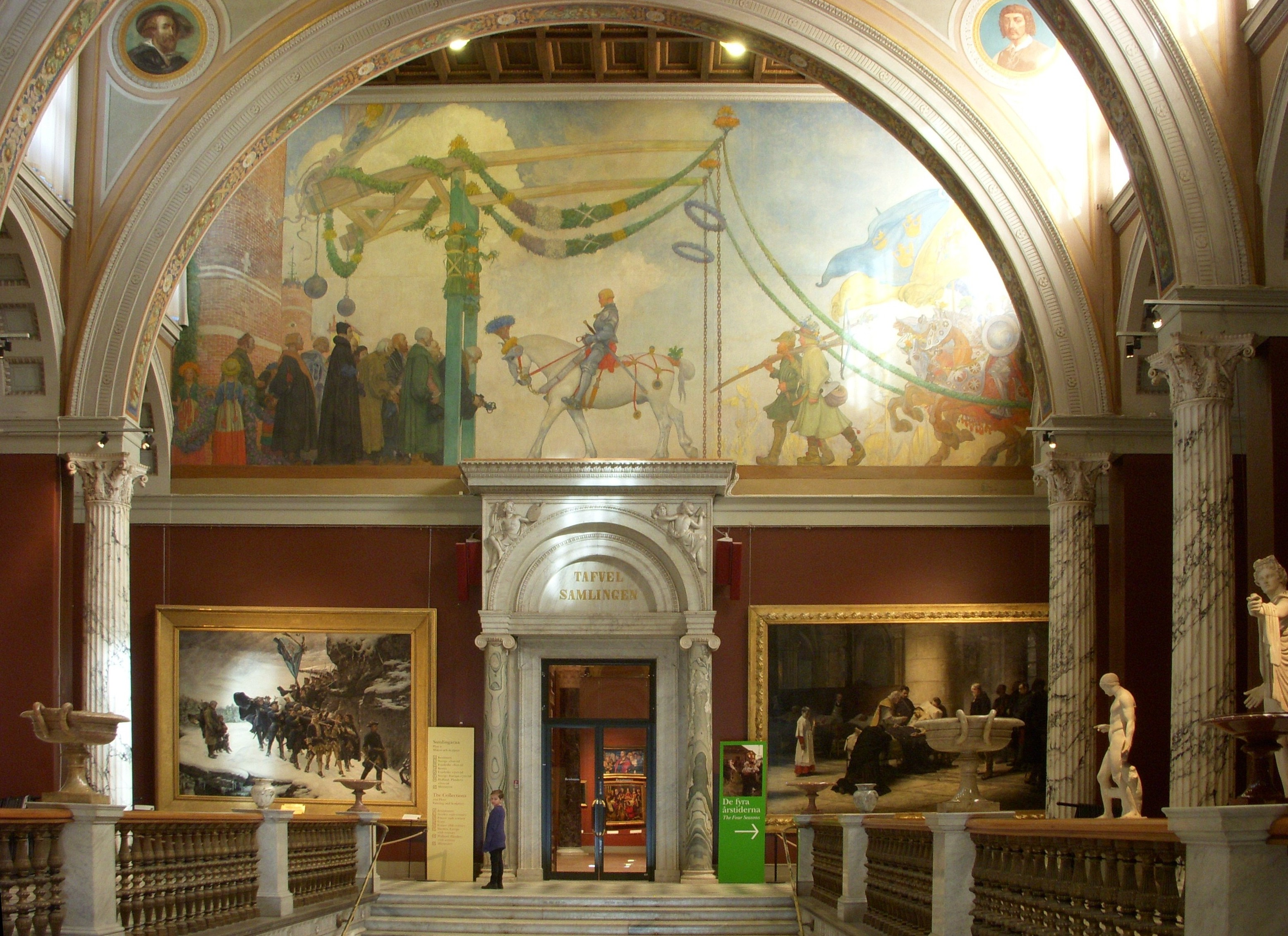
Gustav Vasas intåg i Stockholm som den ser ut i trapphallen i mars 2012.

År 1883 hade en nämnd bildats för att avgöra hur de stora väggytorna i Nationalmuseums trapphall skulle dekoreras. Nämnden utlyste en pristävlan om vilka ämnen som skulle behandlas. En rad förslag kom in och 1886 beslöt nämnden att väggarna skulle målas med motiv ur den svenska historien. Den nedre trapphallen skulle då användas för motiv från 1500- till 1700-talet medan den övre trapphallen med motiv från forntid och medeltid. Regeringen stadfäste nämndens beslut och tillät samtidigt att nämnden utökades till tolv ledamöter. Dessa ledamöter var Fritz von Dardel, Johan Nordenfalk, Nils Fredrik Sander, Gustaf Upmark, Per Daniel Holm, Georg von Rosen, Carl David af Wirsén, Helgo Zettervall, John Börjeson, August Malmström, Viktor Rydberg och Carl Curman.
I slutet av 1888 utlystes en skisstävlan där konstnärer fick föreslå hur väggarna skulle målas. Vad avser den övre trapphallen vann Gustaf Cederström förslag Ansgarius predikar kristendomen och för nedre trapphallen Carl Larssons förslag Karl XII i Bender beser Tessins ritningar till Stockholms slott, Linné inför Lovisa Ulrika i Drottningholms park och Sergel i sin ateljé, modellerande Gustav III:s staty. Nämnden var dock inte nöjd utan utlyste en ny tävling i juni 1890. Till denna skickade Carl Larsson in förslag på alla väggytor. För den övre trapphallen föreslog han Gustav Vasas intåg i Stockholm midsommaraftonen 1523 och Gustav II Adolfs landstigning i Pommern 1630. För sina förslag vann Larsson första pris. Georg Pauli vann andra pris för Gustav Vasas intåg i Stockholm och Olof Skötkonungs dop.
Hösten 1891 beslutade nämnden att ge Gustaf Cederström uppdraget att måla den ena väggen i övre trapphallen med motivet av Ansgar. Nämnden var dock splittrad men i en skrivelse till regeringen hade majoriteten enats om att den övre hallen skulle målas med dels Ansgar, dels något annat motiv från forntiden. Skrivelsen föranledde ingen åtgärd från regeringen men ett antal konstnärer undertecknade en protestskrivelse som lämnades till regeringen sommaren 1892. I protesten ansågs nämndmajoritetens förslag som otillfredsställande medan Carl Larssons förslag i det stora hela förordades. Bland de 35 undertecknarna fanns konstnärer som prins Eugen, Geskel Saloman, Richard Bergh, Georg Pauli samt Anders Zorn.
Det dröjde till november 1893 innan nämnden åter sammanträdde. På förslag av Nils Fredrik Sander beslutade nämnden då att hos regeringen föreslå att i övre hallen dels ha Ansgar, dels Gustav II Adolf. Regeringen skickade nämndens förslag till Konstakademien som istället förordade Gustav Vasa och Gustav II Adolf i övre trapphallen. Det senare blev regeringens beslut den 2 februari 1894. Uppgiften att måla Gustav Vasa-motivet gick till Gustaf Cederström, som dock tackade nej då han inte ville att Carl Larssons skiss på Gustav Vasas intåg skulle uppoffras. Carl Larsson fick officiellt i uppdrag att teckna kartonger till tre av väggarna i nedre trapphuset.
År 1896 beställde nämnden kartonger även för de återstående tre väggfälten i nedre hallen. För arbetet fick Carl Larsson 25 000 kronor per målning. De sex väggytorna målades sommaren 1896. Nämnden var dock kritisk till själva utförandet och ville ha flera detaljändringar. Det hela slutade med att nämnden beslöt att "antaga" målningarna, ordet "godkänna" undveks. Frågan om utförandet av Gustav Vasas intåg bordlades och följande år beslöt nämnden att ytterligare målning i trapphallen fick anstå.
Det dröjde till 1905 innan nämnden åter sammanträdde och följande år beslutade den att Larsson skulle måla Gustav Vasas intåg. Målningen utfördes sommaren och hösten 1907.

### Första refuseringen

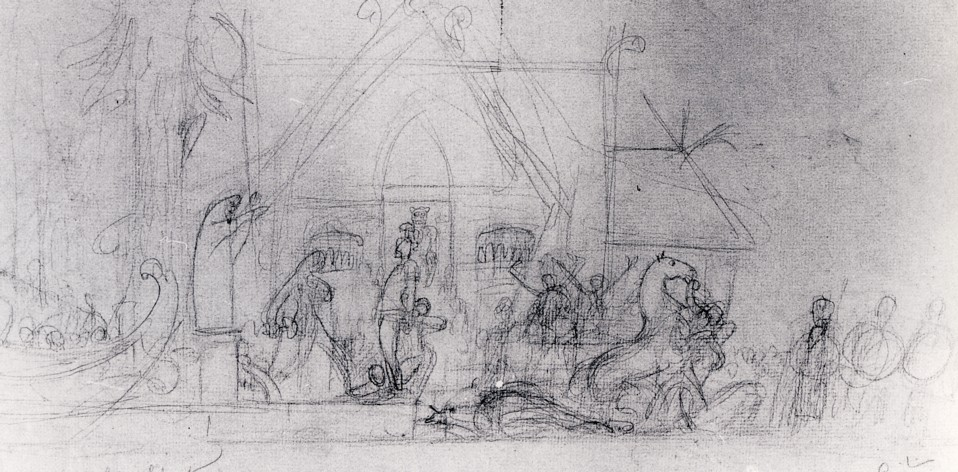
Tidig blyertsskiss av Larsson från 1910 (nr 236).

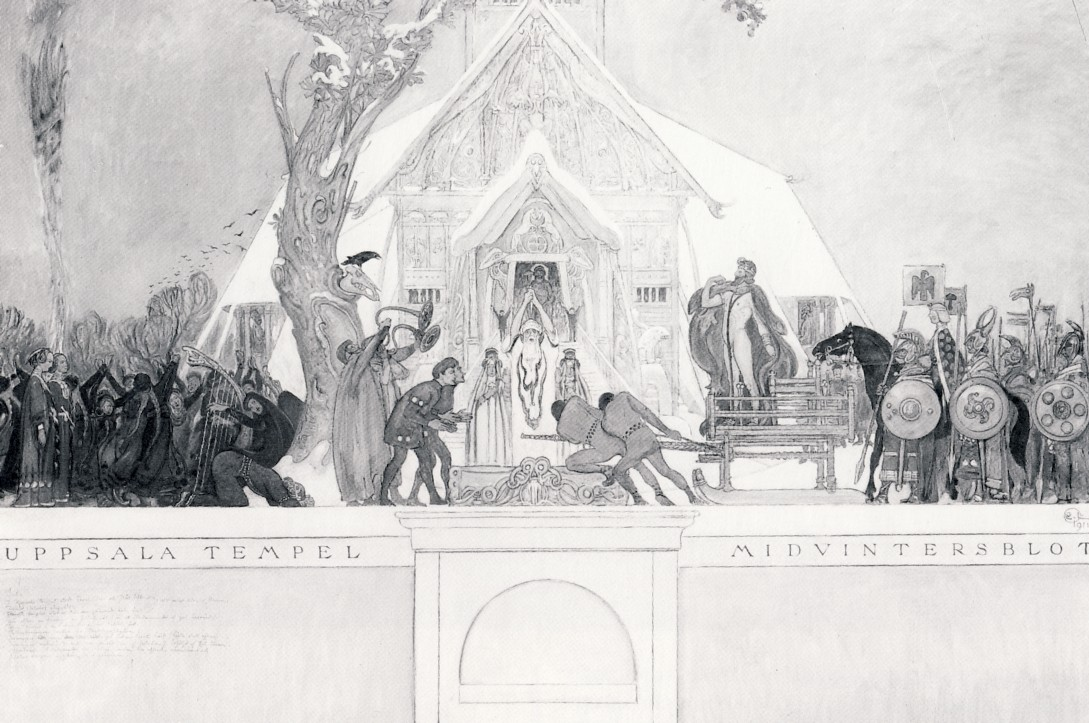
Det första förslaget, (nr 236), skiss från 1911.

Efter ett besök i Köpenhamn, påsken 1910 hade Carl Larsson tillfälligt varit ensam hemma i Sundborn och där fått inspiration till en målning som skulle pryda den ännu tomma väggytan i Nationalmuseets trapphus. Han gjorde en skiss som ställdes ut på museet i februari 1911. I den förklarande text som bifogades stod: "Här offras en kung för folkets väl (för åstadkommande av god årsväxt). Han dränkes i den heliga källan vid trädets fot (framför templet stod enligt Adam från Bremen ett träd), som grönskade hela året." Bifigurer på tavlan var småkonungar, kungens unge son på sin fars svarta häst, kungens hustru, en spelman med harpa samt dansande kvinnor.
Uppslaget väckte mest förvåning. Det betraktades mera som en excentrisk idé än allvarligt menat. Ämnet föll ju helt utanför den plan för trapphallens dekorering som Larsson tidigare framlagt och som beslutats av regeringen 1894. Att det återstående väggfältet skulle ha ett motiv med Gustav II Adolf struntade Larsson i och att ha ett kungaoffer från forntiden mittemot Gustav Vasas intåg föreföll omotiverat. Man antog att den konung som offras var Domalde som enligt Snorres berättelse blivit dräpt av hövdingarna då landet tre år i rad varit hemsökt av missväxt. Även behandlingen av ämnet väckte frågor. Man fann den dekorativt effektfulla kompositionen med dess österländska brokiga kolorit sakna historisk stämning, kungen upplevdes teatralisk, likaså offerprästen med sin höjda kniv och drottningen, som kastat sig till marken, gjorde ett groteskt intryck.
I Dagens Nyheter i februari 1911 opponerade sig en anonym insändare, som kallade sig Arkeolog, mot flera anakronismer i tavlan och Larsson svarade omedelbart att han utgick från att den anonyme skribenten var "en elak rackare, som vill åt mig". Larsson medgav i samma svarsartikel att han inte var särskilt intresserad att måla tavlan för Nationalmuseum: "Opinionen är tydligen denna gång så starkt emot mig (och kanske med rätta), så att inte behöver varken min vän läsaren eller min ovän arkeologen vara orolig."
Under hösten 1911 intervjuades Carl Larsson i Stockholms Dagblad om sina planer för Nationalmuseums sista vägg där han berättade att han "verkligen funderat på något från Skansen. Med dansbanan i mitten hade motivet den fördelen, att man finge med nationaldräkter. Och så kunde man tänka sig, att det var någon fest, med kända betydande personer instuckna runt omkring". Han fortsatte: "man får skynda sig, om det skall bli något av. Om jag skall hinna med allt, som jag vill göra, blir det nog att stiga upp om morgnarna."

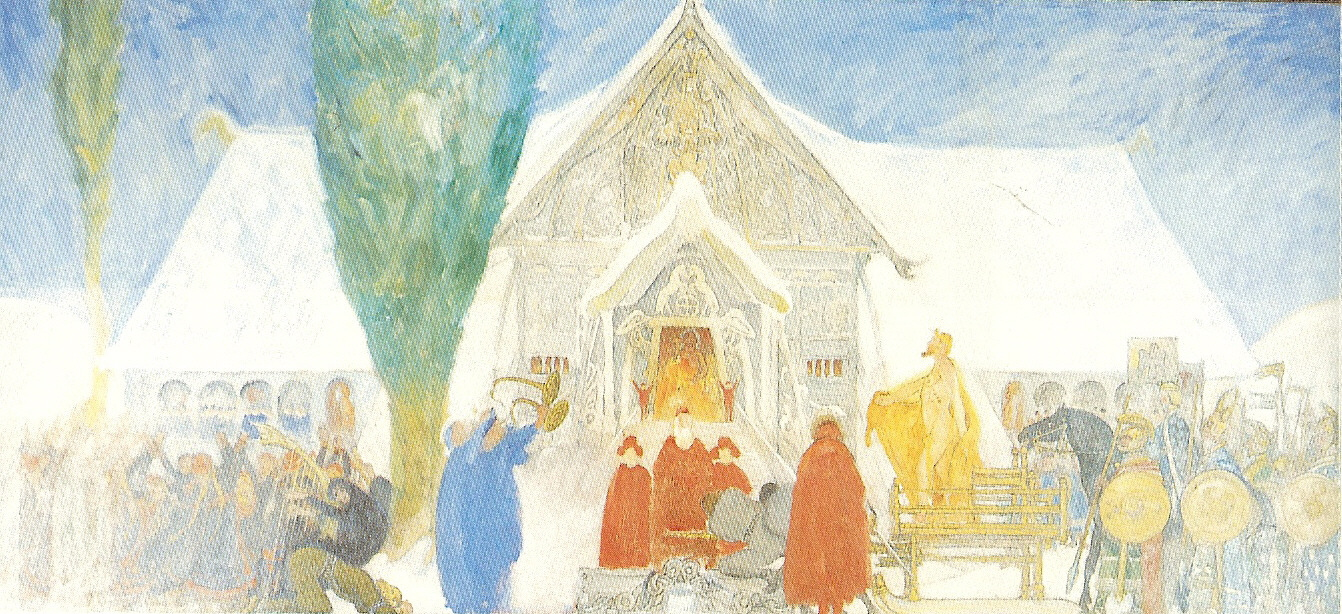
Skiss till målningen, andra förslaget (nr 237), år 1913.

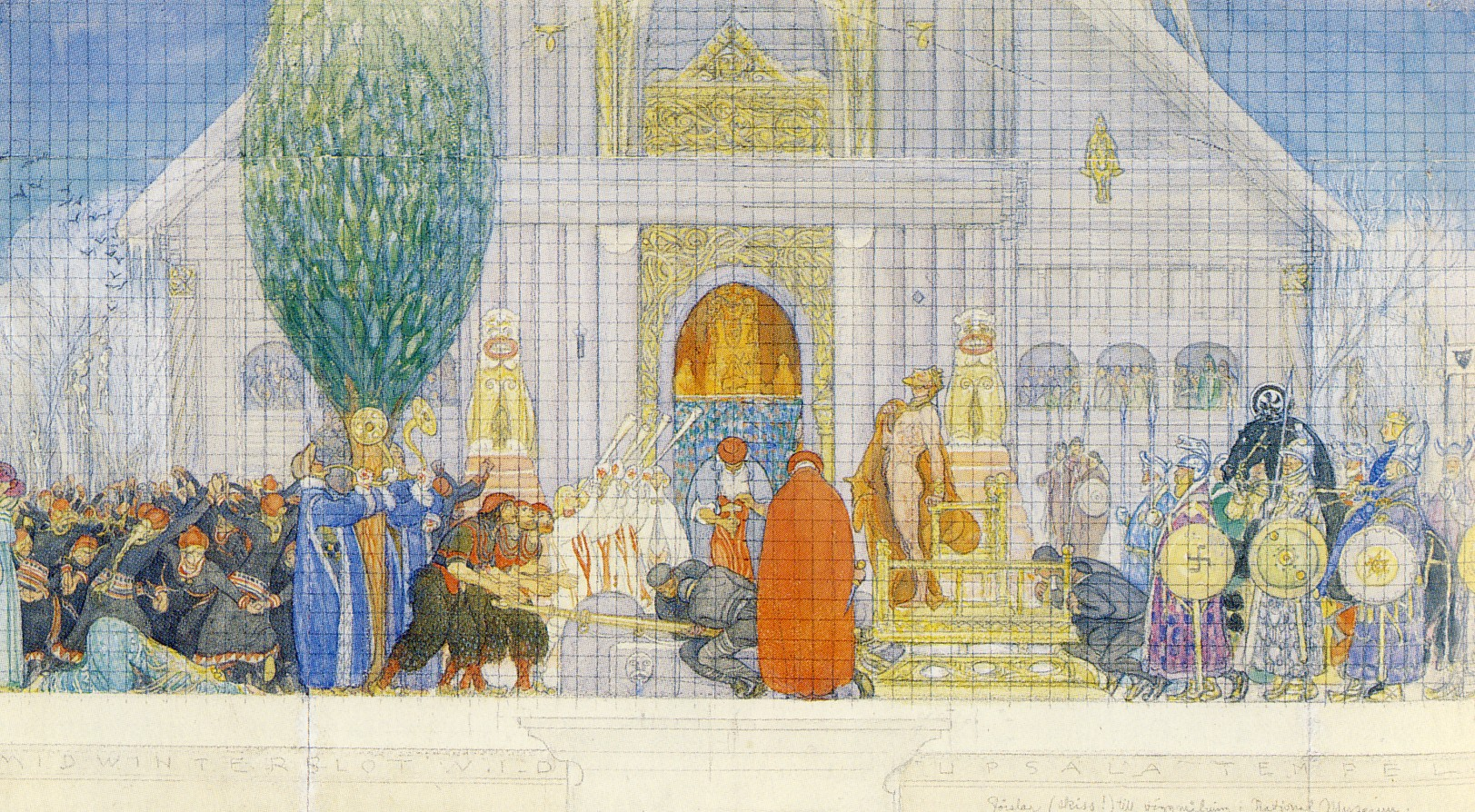
Skiss inför målningen, tredje förslaget (nr 238), år 1913.

År 1913 gjorde Carl Larsson en ny skiss på samma motiv och skickade den till Nationalmuseum med anhållan att väggmålningsnämnden ville "titta på, bedöma och döma skissen". Skissen ställdes ut på museet i början av november. Nu hade Larsson ändrat motivet så att det föreställde en kungs frivilliga offerdöd. Kompositionen uppvisade en och annan olikhet jämfört med tidigare. Det ursprungliga fantasitemplet med sitt brutna tak och fyrkantiga torn var nu byggt av stockar med ett tak i enkla linjer och upptog mycket större del av bakgrunden än på den tidigare skissen, med dess stora himmelstyta. Ett träd har tillkommit, barden med sin harpa var borttagen och antalet bifigurer hade ökat. Bland de nya figurerna fanns i mitten en präst klädd i högröd kåpa som syns bakifrån. Bakom ryggen håller han offerkniven. Kungen står nu i profil med huvudet kastat tillbaka, drottningen som ligger framstupa har flyttats ut mot vänstra kanten och kungasonen på hästen skyms av hövdingarna.
Carl Larssons nya skiss kritiserades av konstvetaren Axel Gauffin i Stockholms Dagblad, som framhöll det starkt personliga i förslaget. Detta, enligt Gauffin, var slutpunkten i en utvecklingslinje hos konstnären, som hade börjat med trevande försök i hans ungdomstid och som fortsatt i de fantastiska bilder, i vilka Larsson tid efter annan brutit sig igenom verklighetens murar. Axel Gauffin ville att Carl Larsson skulle finna ett annat ämne som vore mer nationellt, mer begripligt och mer på sin plats och som ändå var lika mycket "Carl Larssonskt". Som alternativ föreslog han en sommarbild från 1700-talets Stockholm där Ulla Winblad med uppvaktning i båt är på väg från Södermalm mot Djurgården.
Den tidigare väggmålningsnämnden hade upplösts, men ärendet togs över av den nämnd som var tillsatt för att planlägga den nya hängningen av museets konstsamlingar. Nämnden bestod av museichefen Ludvig Looström, intendenten Georg Göthe, arkitekten och överintendenten Carl Möller och målaren Richard Bergh. Den 17 februari 1914 lämnade nämnden sitt beslut. Nämndens ledamöter var eniga om att Larsson borde fullfölja det dekorativa utsmyckningen av trapphuset, men ämnet han valt tilltalade dem inte. Museichefen Ludvig Looström avstyrkte förslaget och menade att Carl Larssons tidigare målningar i trapphuset visat "betydelsefulla drag och personligheter ur vårt lands historia". Vad avser denna målning var konstnären inne på fantasins område och varken ämnet eller dess konstnärliga behandling kunde anses fylla de krav man hade rätt att ställa på en monumentalmålning på denna plats. De övriga tre ledamöterna ansåg att ämnet i sig − en midvinterfest − var en sinnrik motsättning till midsommarfesten vid Gustav Vasas intåg och att skissen hade förtjänster ur rent dekorativ synvinkel. Men de tre ledamöterna ansåg att någon berättelse om en kungs frivilliga offerdöd ej var känd från Sveriges historia och inte kunde anses karaktärisera "nordmannalynnet" under hednatiden. Det vore därför önskvärt att Larsson vid verkets eventuella utförande uteslöt kungaoffret ur kompositionen och nöjde sig med att skildra midvinterfestens firande. De tre ledamöterna ville därför förorda att Carl Larsson skulle få utföra väggmålningen efter sin skiss med rättighet att vidta "de ovan angivna eller andra mindre förändringar, vartill han kunde känna sig manad."

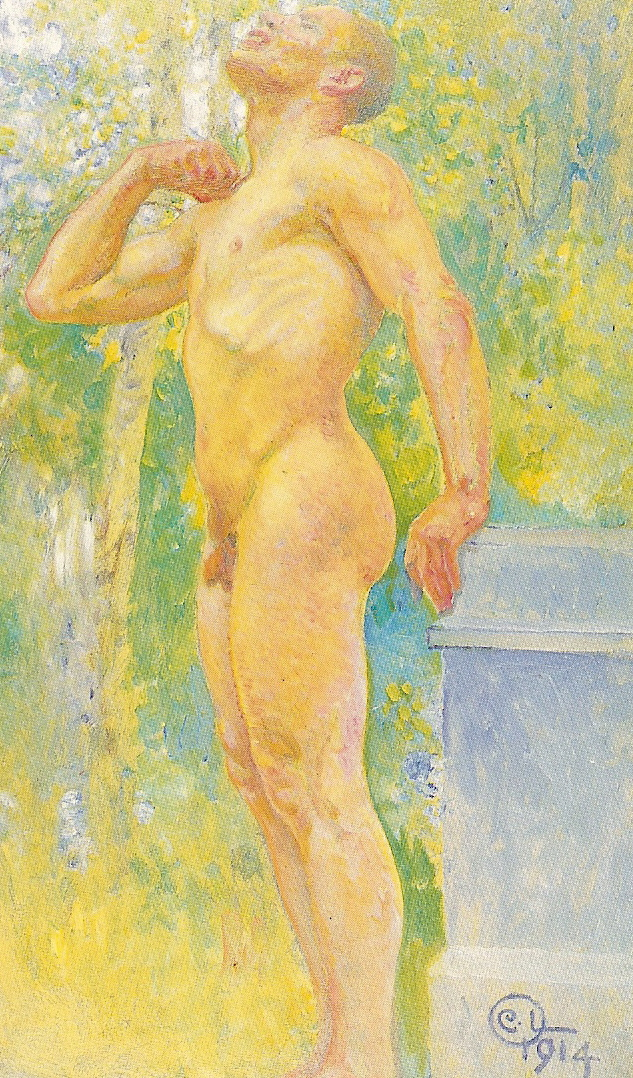
Studie av figuren kung Domalde från 1914.

Nämndens uttalande gav anledning till en livlig tidningsdebatt, inte minst nämndens motsägelsefulla kompromissförsök, där den varken var nöjd med motivet, stämningen eller koloriten men ändå förordade dess utförande i hopp om att Carl Larsson skulle utesluta just det som utgjorde idén och huvudinnehållet. Konsthistorikern Harald Brising föreslog att tavlan istället skulle målas i Stockholms stadshus som just då höll på att byggas. Konstvetaren Georg Nordensvan ansåg att Midvinterblot skulle verka störande och splittrande i trapphallen och att platsen krävde en målning av en helt annan karaktär.
Den 1 mars 1914 skrev Carl Larsson till ecklesiastikministern att han inte längre ville ha med Nationalmuseums trapphall att göra: "Visserligen har jag hoppats och trott, att herr statsrådet skulle hava sett saken mera stort och låtit mig efter bästa förmåga få avsluta denna målningsserie; men som jag under det svåra och dryga arbetets gång skulle känt mig bittert sakna stödet av den sympati, jag anser mig behöva, har jag nu beslutat att icke längre streta emot, utan lämna väggen åt sitt öde och ansvaret på mina motståndare, varför jag ock ber hr statsrådet icke vidare med ämnet sig omaka."

### Andra refuseringen

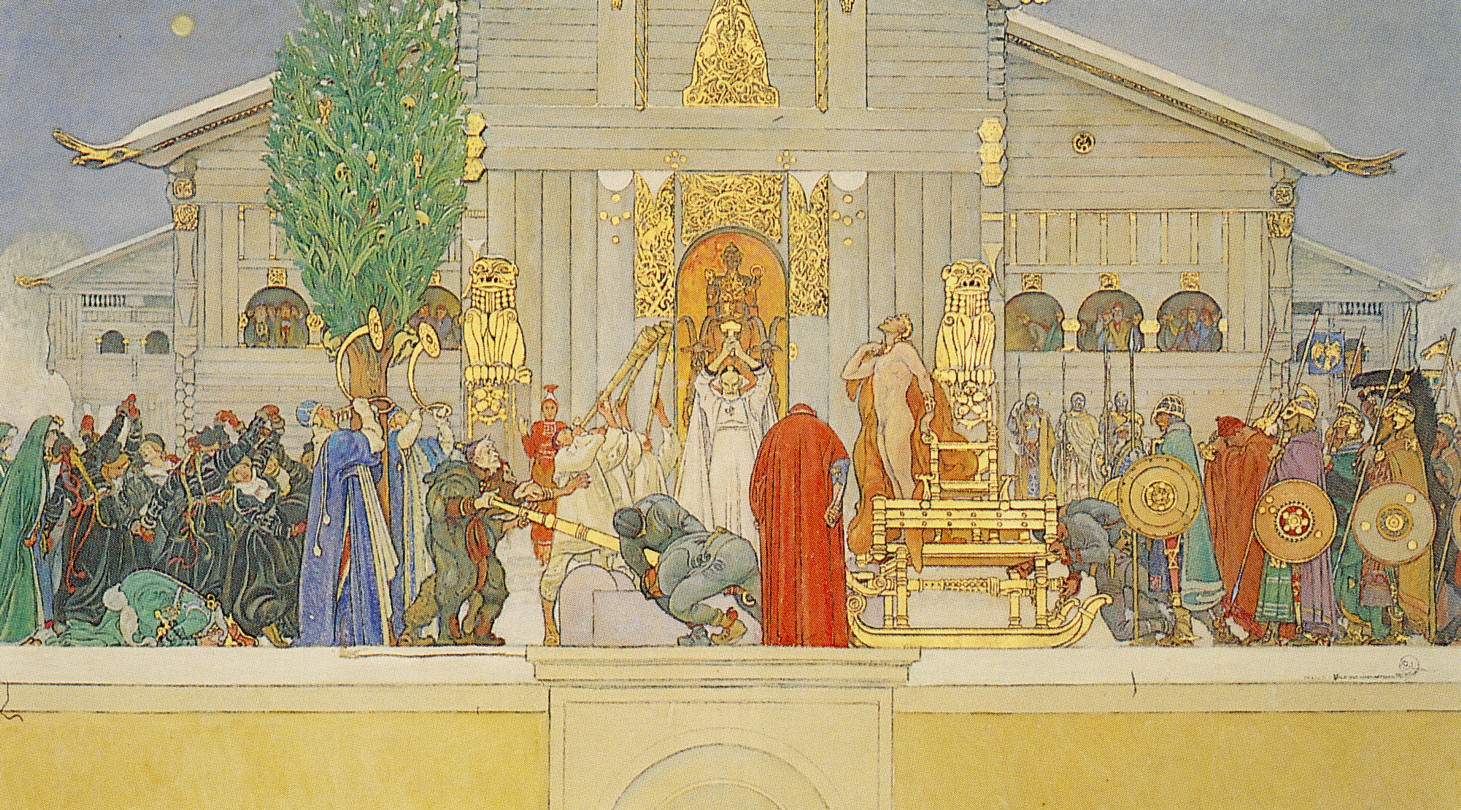
Skiss till målningen från 1915.

Carl Larsson gav ändå inte upp. Några veckor senare skrev han i ett brev till en vän: "Tro mig inte vara en sådan stackare att jag ger mig. Ånej, jag målar tavlan på egen risk." I maj 1914 började han måla Midvinterblot utan beställning i sin ateljé i Hyttnäs. Arbetet tog drygt ett år och 1915 skickade konstnären Anders Zorn en skrivelse till regeringen där han erbjöd sig att bekosta utförandet i fresk både av Gustav Vasas intåg och Midvinterblot.
I juni 1915 blev målningen tillfälligt uppsatt i museets trapphall. I pressen hade kritikerna helt olika uppfattningar om Larssons Midvinterblot. I Svenska Dagbladet ansåg August Brunius: "I än högre grad än förut om möjligt är det en starkt, för att icke säga grant kolorerad teckning av ett besynnerligt ämne utan inre rytmiskt samband mellan sina delar och utan dekorativ samstämmighet med rummet, som skall dekoreras." I Nya Dagligt Allehanda menade Karl Asplund att de tidigare framförda anmärkningarna mot Larssons förslag fortfarande hade fog för sig och hoppades att konstnären skulle komma med ett nytt förslag, "Carl Larssons målarära är tillräckligt stor för att tåla, att man opponerar sig mot delar av hans konstnärskap." I Aftontidningen ansåg konstnären Edvard Westman att det hela smakade teaterspex, saknade konstnärligt djup och dekorativ helhet. Uppgiften har ej passat för "den annars så snillrike konstnärens temperament."

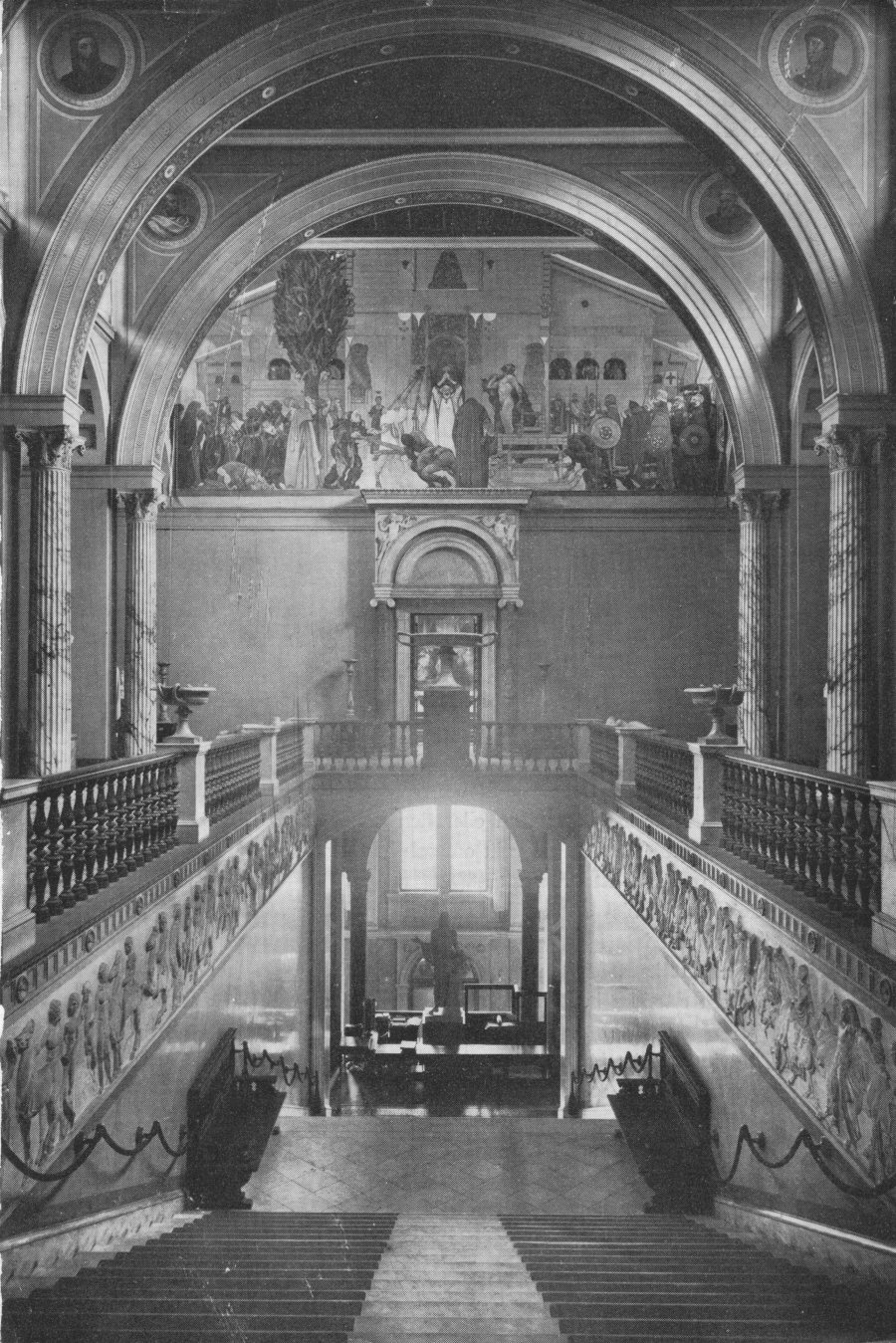
Midvinterblots provhängning i Nationalmuseums trapphall 1915

Den 21 februari 1916 lämnade Nationalmuseums nämnd sitt utlåtande om inköp av målningen för statens räkning till det pris Larsson begärt - 35 000 kronor - och om Anders Zorns anbud att därefter bekosta utförandet i fresk både av Midvinterblot som av Gustav Vasas intåg. Nämnden avstyrkte förslaget med tre röster mot en. Ludvig Looström upprepade sin tidigare åsikt om målningen, Richard Bergh och Georg Göthe påminde om deras tidigare framförda önskan om att blodsoffret skulle mildras eller tas bort men att just detta moment i förslaget framträdde med ökad skärpa. Möller röstade för att godkänna förslaget med hänsyn till "hallens enhetliga dekorerande".
Nämndens ledamöter var eniga om att Carl Larsson borde få slutföra utsmyckningen och skickade en skrivelse till Larsson med önskan om ett förslag på ett "för konstmuseet och dess väggmålningsserie mera passande och mindre sensationellt utfordrande ämne av rent historisk karaktär enligt konstnärens eget val". Nämndens ledamot Richard Bergh påminde om att ett motiv med Gustav II Adolf hade varit bestämt men föreslog också något motiv från Hedvig Eleonoras tid med Drottningholms slott som bakgrund.
Carl Larsson betraktade skrivelsen som en förolämpning. Han svarade inte direkt på brevet men i tidningsintervjuer sade han att målningen "kommer väl en gång till heder - ett gott konstverk står sig alltid, och på detta har jag verkligen arbetat med patos".
Ecklesiastikminister Karl Gustaf Westman begärde in omdömen om Midvinterblot från konstnärerna Bruno Liljefors och Julius Kronberg samt den österrikiske konsthistorikern Joseph Strzygowski. Alla tre hyllade Larssons verk. Kronberg menade att "Det är längesen jag fått ett så starkt intryck av något konstverk [...] den storslagna kompositionen, det mäktiga studiet, den härliga färgen [...] För mig står det som ett bland de allra främsta verken i konsthistorien, icke allenast den svenska utan överhuvud taget i hela konsthistorien..." Strzygowski menade att "Det synes mig rent av vara en plikt att tillförsäkra hans arbete fullständig seger.". Omdömena refererades i pressen den 16 maj 1916. Den 20 juni avsade sig Carl Larsson det vidare arbetet med Nationalmuseum.
Vid invigningen av Liljevalchs konsthall i mars 1916 visades Midvinterblot på den största väggen i den största salen. Larsson hade då bara hunnit måla tavlan klar till två tredjedelar. Den översta delen var uppskissad i full skala. Tavlans övre del fick ändå inte plats utan var avskuren i höjd med tempelportens överkant.

### Tillbaka till Nationalmuseum

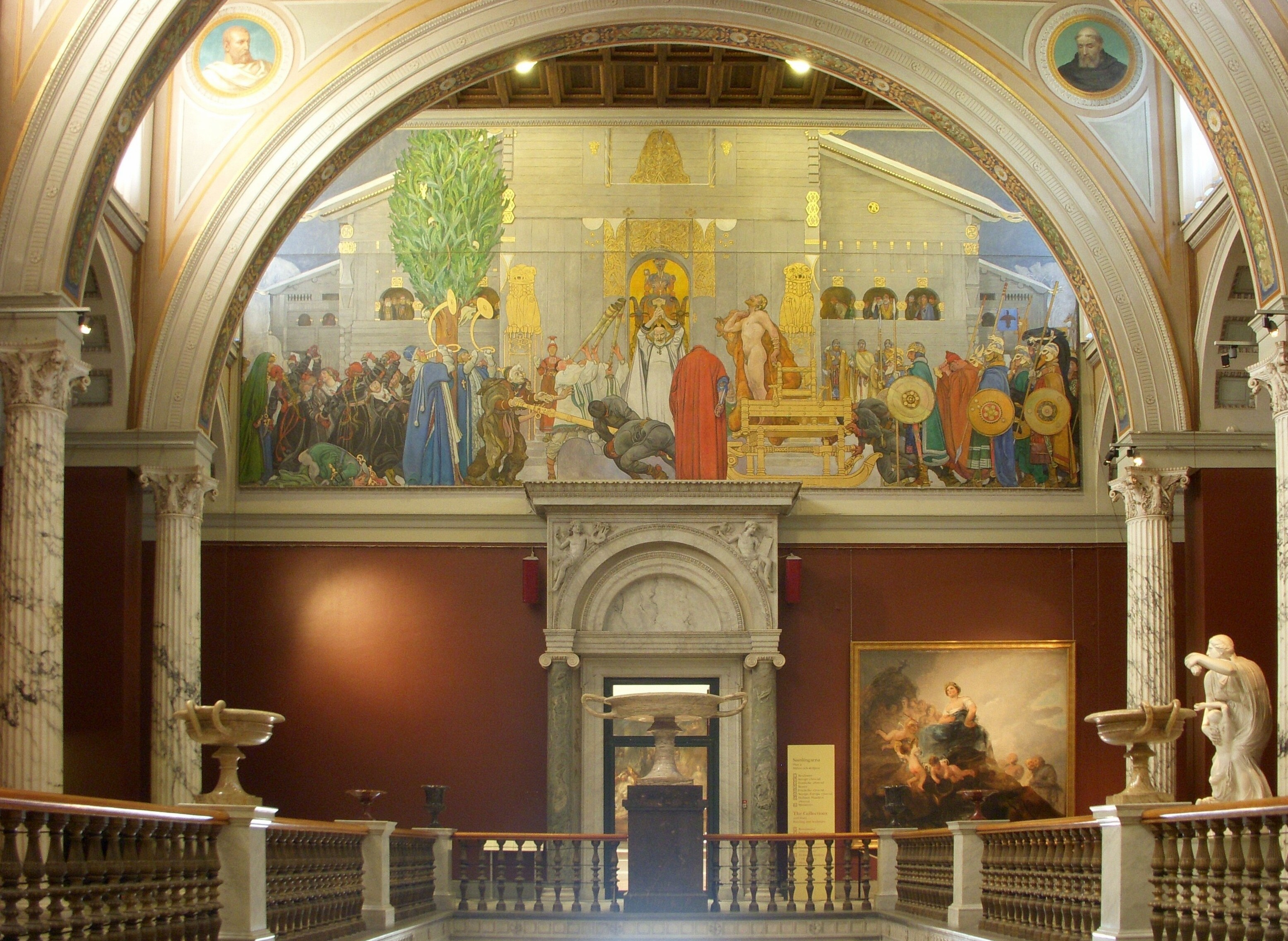
Midvinterblot på Nationalmuseum, 2012.

Ur Larssons självbiografi Jag:
"Midvinterblotets öde knäckte mig! Med dov vrede erkänner jag detta. Och dock var det nog det bästa där skedde, ty nu säger mig min intuition - igen! - att denna målning med alla sina svagheter, skall en gång, sedan jag är borta, hedras med en vida bättre plats".
Efter Larssons död fanns tavlan på Arkivet för dekorativ konst i Lund i närmare 40 år. I mitten av 1980-talet såldes den av Carl Larssons efterlevande till en konsthandlare som erbjöd Nationalmuseum att få köpa tavlan. Nationalmuseum tackade nej. Tavlan erbjöds istället Historiska museet som dock inte kunde betala den begärda summan. I slutet av 1980-talet köpte finansmannen Carl-Eric Björkegren 50 procent av tavlan. Den andra halvan ägdes av en konsthandel. 1983 visades den på utställningen Myter på Historiska museet i Stockholm.
År 1987 sålde ägaren tavlan på Sotheby's i London för drygt 10 miljoner kronor. Den köptes av japanen Hiroshi Ishizuka som dock lånade ut den till den stora Carl Larsson-utställningen år 1992 som sammanföll med Nationalmuseums 200-årsjubileum. Utställningen och målningen presenterades sedan på Göteborgs konstmuseum. Med hjälp av pengar från flera stiftelser samt donationer kunde Nationalmuseum köpa Midvinterblot sommaren 1997 för 14,6 miljoner kronor.
Idéhistorikern Tintin Hodén har i sin magisteruppsats "Sveriges mest monumentala målning?" (2011) argumenterat för att debatten om Midvinterblots försäljning bidrog till att förstärka målningens betydelse som svenskt kulturarv.
En förlaga till tavlan på 1,2 x 2 meter såldes på auktion i december 2002 för 3,2 miljoner kronor. Förlagan köptes av den åländske affärsmannen Anders Wiklöf.